# Lachende Erben
Lachende Erben ist eine deutsche Filmkomödie nach einer Novelle von Trude Herka aus dem Jahr 1933. Die Filmpremiere fand am 6. März 1933 statt.

## Inhalt
Peter Frank, der engagierte Werbechef des Weinunternehmens Bockelmann, reist mit dem Schnellzug nach Assmannshausen und lässt keine Gelegenheit unversucht, im Mitropa-Speisewagen seinen Mitreisenden die Weine und Sekte der Firma Bockelmann schmackhaft zu machen, sehr zum Missfallen seiner Reisebekanntschaft Gina Stumm, deren Vater ausgerechnet der größte Konkurrent Bockelmanns ist. Allerdings will sie von nun an den erfolgreichen Frank als Werbechef (damals: Propagandachef) für ihr Unternehmen gewinnen.
In Assmannshausen angekommen, erfährt Frank vom Tod seines Chefs. Der alte Winzer und Weinhändler Bockelmann, ein grantiger, kauziger Kerl, hat sich kaum für seine geldgierige Verwandtschaft interessiert. Das Wichtigste in seinem arbeitserfüllten Leben waren seine Weinberge und sein gut gehender Betrieb.
Die Verwandtschaft war immer bemüht, mit dem reichen Onkel gut zu stehen, da alle großes Interesse an der Erbschaft hatten. Die Empörung der Familie bei der Testamentseröffnung ist gewaltig, als Bockelmanns Neffe Peter Frank als Universalerbe eingesetzt wird. Die Erbschaft hat nur einen Haken: Der alte Bockelmann hat in seinem Testament verfügt, dass der trinkfeste Frank vier Wochen lang keinen Alkohol zu sich nehmen darf, sonst gilt ein anderes Testament.
Die gierige Familie sieht, unter tatkräftiger Initiative des frommen sächsischen Mineralwasser-Fabrikanten Justus Bockelmann und seiner Frau Britta, ihre Chance, doch noch das an das Erbe zu kommen. Keine List bleibt unversucht, Frank Alkohol einzutrichtern. Nebenbei verliebt sich Frank in seine Reisebekanntschaft Gina. Nach vielen Verwechselungen, Eifersüchteleien und Konkurrenzkämpfen finden die beiden schließlich zueinander und erfüllen somit den größten Wunsch des verstorbenen Bockelmann, den Wettlauf zwischen den beiden Firmen zu beenden.

## Produktionsstab
- Ton: Walter Rühland
- Bauten: Benno von Arent
- Musikalische Leitung: Hans-Otto Borgmann
- Produktionsfirma: Universum Film AG, Berlin
- Verleih: Transit-Film GmbH, München

## Drehorte
- Assmannshausen, Hessen
- Rüdesheim am Rhein, Hessen
- Schloss Boosenburg, Rüdesheim am Rhein, Hessen
- Binger Loch, Rheinland-Pfalz
- Ufa-Ateliers in Berlin-Tempelhof
- Ufa-Ateliers Neubabelsberg bei Potsdam

## Musik
- Das ist der Zauber vom grünen Rhein (Musik Clemens Schmalstich – Text Friedrich Rotter[1])

## Kritiken
Die zeitgenössischen Kritiken waren zustimmend:

„Heinz Rühmann spielt die Figur als einen gewinnenden Bruder Leichtfuß mit einer sprudelnden Suda und mit ungebrochenem Frohsinn.“

„Mit Recht gefeiert ob seiner gemütlich frechen quietschvergnügten und wahrlich süffigen Art.“

„Edle Marke aus dem Saftkeller des deutschen Humors.“